# Campeonato Femenino Sub-20 de la Concacaf de 2010
El Campeonato Femenino Sub-20 de la Concacaf de 2010 fue la V edición de este torneo, disputada en Guatemala, los tres primeros lugares consiguieron la clasificación a la Copa Mundial Femenina de Fútbol Sub-20 de 2010.

## Sedes
| Ciudad de Guatemala       |
| ------------------------- |
| Estadio Cementos Progreso |
| Capacidad: 17,000         |
|                           |

## Participantes
Participaron las ocho selecciones nacionales de fútbol afiliadas a la Concacaf, divididas en dos grupos:
| Equipos participantes | Equipos participantes | Equipos participantes | Equipos participantes | Equipos participantes |
| --------------------- | --------------------- | --------------------- | --------------------- | --------------------- |
| Guatemala             | Canadá                | Costa Rica            | Jamaica               |                       |
| Trinidad y Tobago     | México                | Cuba                  | Estados Unidos        |                       |

## Resultados
Los horarios corresponden a la hora de Guatemala (UTC-6)

### Primera fase

#### Grupo A
| Equipo     | Pts | PJ | PG | PE | PP | GF | GC |
| ---------- | --- | -- | -- | -- | -- | -- | -- |
| Canadá     | 9   | 3  | 3  | 0  | 0  | 6  | 1  |
| Costa Rica | 6   | 3  | 2  | 0  | 1  | 6  | 2  |
| Guatemala  | 3   | 3  | 1  | 0  | 2  | 3  | 7  |
| Cuba       | 0   | 3  | 0  | 0  | 3  | 2  | 7  |

| 20 de enero de 2010 | Canadá     | 1:0 (1:0) | Costa Rica | Estadio Cementos Progreso, Ciudad de Guatemala, Guatemala   |                                                             |
| 17:00 (GMT-6)       | - Leon 28' | Reporte   |            | Asistencia: 300 espectadores Árbitra: Dianne Ferreira-James | Asistencia: 300 espectadores Árbitra: Dianne Ferreira-James |

| 20 de enero de 2010 | Guatemala          | 2:1 (2:0) | Cuba           | Estadio Cementos Progreso, Ciudad de Guatemala, Guatemala |                                                        |
| 19:30 (GMT-6)       | - Martínez 7', 45' | Reporte   | - 61' Gallardo | Asistencia: 1.993 espectadores Árbitra: Shane De Silva    | Asistencia: 1.993 espectadores Árbitra: Shane De Silva |

| 22 de enero de 2010 | Cuba | 0:2 (0:0) | Canadá                         | Estadio Cementos Progreso, Ciudad de Guatemala, Guatemala    |                                                              |
| 17:00 (GMT-6)       |      | Reporte   | - 58' Stewart - 87' Richardson | Asistencia: 3.453 espectadores Árbitra: Maria Cecibel Ortega | Asistencia: 3.453 espectadores Árbitra: Maria Cecibel Ortega |

| 22 de enero de 2010 | Guatemala | 0:3 (0:2) | Costa Rica                                     | Estadio Cementos Progreso, Ciudad de Guatemala, Guatemala  |                                                            |
| 19:30 (GMT-6)       |           | Reporte   | - 35' Ugalde - 39' P. Alvarado - 59' Rodríguez | Asistencia: 3.453 espectadores Árbitra: Quetzalli Alvarado | Asistencia: 3.453 espectadores Árbitra: Quetzalli Alvarado |

| 24 de enero de 2010 | Costa Rica                             | 3:1 (2:1) | Cuba           | Estadio Cementos Progreso, Ciudad de Guatemala, Guatemala |                                                           |
| 13:00 (GMT-6)       | - Vasquez 18' - Cruz 43' - Aguilar 82' | Reporte   | - 24' Gallardo | Asistencia: 1.918 espectadores Árbitra: Yesli Sarai Rivas | Asistencia: 1.918 espectadores Árbitra: Yesli Sarai Rivas |

| 24 de enero de 2010 | Guatemala    | 1:3 (0:3) | Canadá                                           | Estadio Cementos Progreso, Ciudad de Guatemala, Guatemala |                                                        |
| 15:30 (GMT-6)       | - Brooks 59' | Reporte   | - 13' Leon - 25' Legault-Cordisco - 38' McCarthy | Asistencia: 1.918 espectadores Árbitra: Shane De Silva    | Asistencia: 1.918 espectadores Árbitra: Shane De Silva |

#### Grupo B
| Equipo            | Pts | PJ | PG | PE | PP | GF | GC |
| ----------------- | --- | -- | -- | -- | -- | -- | -- |
| Estados Unidos    | 9   | 3  | 3  | 0  | 0  | 12 | 1  |
| México            | 6   | 3  | 2  | 0  | 1  | 5  | 3  |
| Trinidad y Tobago | 3   | 3  | 1  | 0  | 2  | 2  | 6  |
| Jamaica           | 0   | 3  | 0  | 0  | 3  | 0  | 9  |

| 21 de enero de 2010 | Trinidad y Tobago | 1:2 (1:1) | México                    | Estadio Cementos Progreso, Ciudad de Guatemala, Guatemala |                                                          |
| 17:00 (GMT-6)       | - Saint Louis 1'  | Reporte   | - 45' Godoy - 81' Lagunas | Asistencia: 393 espectadores Árbitra: Carol-Anne Chenard  | Asistencia: 393 espectadores Árbitra: Carol-Anne Chenard |

| 21 de enero de 2010 | Jamaica | 0:6 (0:3) | Estados Unidos                                               | Estadio Cementos Progreso, Ciudad de Guatemala, Guatemala |                                                    |
| 19:30 (GMT-6)       |         | Reporte   | - 9', 71' Nairn - 25', 35' Leroux - 48' Noyola - 83' McCarty | Asistencia: 393 espectadores Árbitra: Erika Vargas        | Asistencia: 393 espectadores Árbitra: Erika Vargas |

| 23 de enero de 2010 | México                   | 2:0 (1:0) | Jamaica | Estadio Cementos Progreso, Ciudad de Guatemala, Guatemala |                                                          |
| 17:00 (GMT-6)       | - Corral 45' - Godoy 47' | Reporte   |         | Asistencia: 605 espectadores Árbitra: Gillian Martindale  | Asistencia: 605 espectadores Árbitra: Gillian Martindale |

| 23 de enero de 2010 | Trinidad y Tobago | 0:4 (0:4) | Estados Unidos                                   | Estadio Cementos Progreso, Ciudad de Guatemala, Guatemala |                                                    |
| 19:30 (GMT-6)       |                   | Reporte   | - 4' Malborough - 22' K. Mewis - 36', 45' Leroux | Asistencia: 605 espectadores Árbitra: Arlene Troya        | Asistencia: 605 espectadores Árbitra: Arlene Troya |

| 25 de enero de 2010 | Jamaica | 0:1 (0:0) | Trinidad y Tobago | Estadio Cementos Progreso, Ciudad de Guatemala, Guatemala |                                                          |
| 17:00 (GMT-6)       |         | Reporte   | - 65' Seaton      | Asistencia: 962 espectadores Árbitra: Carol-Anne Chenard  | Asistencia: 962 espectadores Árbitra: Carol-Anne Chenard |

| 25 de enero de 2010 | Estados Unidos               | 2:1 (1:0) | México             | Estadio Cementos Progreso, Ciudad de Guatemala, Guatemala   |                                                             |
| 19:30 (GMT-6)       | - DiMartino 14' - Leroux 64' | Reporte   | - 90' Garciamendez | Asistencia: 962 espectadores Árbitra: Dianne Ferreira-James | Asistencia: 962 espectadores Árbitra: Dianne Ferreira-James |

### Fase Final
|  | Semifinales         | Semifinales         |   |        | Final               | Final               |  |
|  | 28 de enero de 2010 | 28 de enero de 2010 |   |        | 30 de enero de 2010 | 30 de enero de 2010 |  |
|  |                     |                     |   |        |                     |                     |  |
|  |                     |                     |   |        |                     |                     |  |
|  | Estados Unidos      | 2                   |   |        |                     |                     |  |
|  | Costa Rica          | 1                   |   |        |                     |                     |  |
|  |                     |                     |   |        |                     |                     |  |
|  |                     |                     |   |        |                     |                     |  |
|  |                     |                     |   |        | Estados Unidos      | 1                   |  |
|  |                     | México              | 0 |        |                     |                     |  |
|  |                     |                     |   |        |                     |                     |  |
|  |                     |                     |   |        |                     |                     |  |
|  |                     |                     |   |        | Tercer lugar        |                     |  |
|  |                     |                     |   |        |                     |                     |  |
|  | Canadá              | 0                   |   | Canadá | 0                   |                     |  |
|  | México (t.s.)       | 1                   |   |        | Costa Rica          | 1                   |  |

#### Semifinales
| 28 de enero de 2010 | Estados Unidos              | 2:1 (0:0) | Costa Rica      | Estadio Cementos Progreso, Ciudad de Guatemala, Guatemala |                                                    |
| 16:30 (GMT-6)       | - K. Mewis 60' - Noyola 70' | Reporte   | - 76' Rodríguez | Asistencia: 629 espectadores Árbitra: Arlene Troya        | Asistencia: 629 espectadores Árbitra: Arlene Troya |

| 28 de enero de 2010 | Canadá | 0:1 (0:0, 0:0) (t. s.) | México        | Estadio Cementos Progreso, Ciudad de Guatemala, Guatemala |                                                      |
| 19:30 (GMT-6)       |        | Reporte                | - 104' Corral | Asistencia: 629 espectadores Árbitra: Shane De Silva      | Asistencia: 629 espectadores Árbitra: Shane De Silva |

#### Tercer puesto
| 30 de enero de 2010 | Canadá | 0:1 (0:1) | Costa Rica        | Estadio Cementos Progreso, Ciudad de Guatemala, Guatemala     |                                                               |
| 16:30 (GMT-6)       |        | Reporte   | - 19' K. Alvarado | Asistencia: 1.309 espectadores Árbitra: Dianne Ferreira-James | Asistencia: 1.309 espectadores Árbitra: Dianne Ferreira-James |

#### Final
| 30 de enero de 2010 | Estados Unidos | 1:0 (0:0) | México | Estadio Cementos Progreso, Ciudad de Guatemala, Guatemala |                                                           |
| 19:30 (GMT-6)       | - Leroux 86'   | Reporte   |        | Asistencia: 1.309 espectadores Árbitra: Yesli Sarai Rivas | Asistencia: 1.309 espectadores Árbitra: Yesli Sarai Rivas |

|                                   |
| Bandera de Estados Unidos         |
| Campeón Estados Unidos 2.º título |

## Clasificados aAlemania 2010
| Estados Unidos | México | Costa Rica |